# Alphataurus
Alphataurus est un groupe italien  de rock progressif  formé en 1970 à Milan.

## Historique
Dans le cadre de la formation originale, Alphataurus a sorti un seul album, Alphataurus, en 1973, durant l'âge d'or du rock progressif européen. L'album fut globalement bien accueilli, et le travail sur un deuxième album avait commencé, mais en raison d'une « série d'événements personnels », le groupe s'est séparé en 1973,.
Certains morceaux de ce deuxième album sortent finalement en 1992 sur le disque Dietro l'uragano. Plus récemment, le premier album éponyme a eu une seconde vie grâce à de bonnes ventes, et il se vend toujours aujourd'hui.
En 2009, Guido Wassermann et Pietro Pellegrini, deux membres de la formation originale, ont décidé qu'il était temps de revenir sur scène et ont reformé le groupe afin d'enregistrer un nouvel album, comprenant notamment les deux morceaux révisés du deuxième album incomplet, ainsi que nouveaux morceaux inédits.
Le batteur de la formation originale, Giorgio Santandrea, a également rejoint le groupe, et, en novembre 2010, ils sont officiellement réunis après plus de 30 ans de séparation, jouant au Progvention 2010 à Milan. Un album live des titres du concert de la réunion Live In Bloom est sorti en mars 2012, mais avant la fin de 2011, Giorgio Santandrea a quitté le groupe, remplacé par le batteur Alessandro « Pacho » Rossi. Leur deuxième album studio, AttosecondO, est sorti en septembre 2012. En 2013, Fabio Rigamonti, bassiste de Live In Bloom et AttosecondO, quitte le groupe et son rôle est repris par Marco Albanese. À la fin de 2013, Pacho quitte également le groupe pour être remplacé par Diego Mariani.

## Formation de 1973
- Pietro Pellegrini - Claviers
- Guido Wassermann - Guitares et voix
- Alfonso Oliva - Basse
- Giorgio Santandrea - Batterie
- Michele Bavaro - Chant

## Dernière formation
- Pietro Pellegrini - Claviers et synthé
- Guido Wassermann - Guitare et chant
- Andrea Guizzetti - Piano, clavier et chant
- Giorgio Santandrea - Batterie et percussions
- Moreno Meroni - basse et chant
- Claudio Falcone - chant et percussions à main

## Discographie
- 1973 : Alphataurus
- 1992 : Dietro l'uragano (compilation de démos / répétitions inédites)
- 2012 : Live in bloom
- 2012 : AttosecondeO
- 2014 : Prime Numbers (DVD live et album raretés)

## Voir également